# Evert Radstaat
Evert Radstaat (Wageningen, 12 februari 1962) is een Nederlands voormalig voetballer die als aanvaller speelde.
Radstaat doorliep de hele jeugd van FC Wageningen en kwam in 1979 bij het eerste team. In de winterstop van het seizoen 1985/86 werd hij geruild met Bert van de Pol en ging naar N.E.C.. In november 1989 raakte hij geblesseerd en werd vervolgens afgekeurd. Hij speelde nog kort bij SV Leones. Na het voetbal nam hij het schoonmaakbedrijf van zijn vader over en doet hij in onroerend goed.